# Aloïse Retornaz
Aloïse Retornaz (Brest, 3 de fevereiro de 1994) é uma velejadora francesa, medalhista olímpica.

## Carreira
Retornaz participou dos Jogos Olímpicos de Verão de 2020 em Tóquio, onde participou da classe 470, conquistando a medalha de X ao lado de Camille Lecointre após finalizar a série de treze regatas com 54 pontos.